# Gheorghe Mardarescu
Gheorghe D. Mardarescu (Iasi, 4. kolovoza 1866. - Bad Nauheim, 5. rujna 1938.) je bio rumunjski general i vojni zapovjednik. Tijekom Prvog svjetskog rata zapovijedao je 18. brigadom, te bio načelnikom stožera 3. i 2. armije, dok je nakon rata obnašao dužnost ministra obrane.

## Vojna karijera
Gheorghe Mardarescu rođen je 4. kolovoza 1866. u Iasiju. Vojnu naobrazbu započinje pohađanjem Vojne škole za pješaštvo i konjaništvo koju završava 1888. godine. Školovanje nastavlja u Ratnoj školi u Bukureštu koju završava 1894. godine. Tijekom pohađanja iste upućen je na usavršavanje u Brück i Spandau. Potom, od 1901., obnaša dužnost voditelja odjela za vojnu izobrazbu u Ratnoj školi na kojoj dužnosti se nalazi do 1906. godine. U travnju 1906. imenovan je zapovjednikom novoustrojene Streljačke škole za pješaštvo. Odmah nakon tog imenovanja promaknut je u svibnju u čin bojnika. U travnju 1913. unaprijeđen je u čin pukovnika, te postaje načelnikom stožera I. korpusa. Godine 1915. imenovan je zapovjednikom Škole za konjaničke časnike. 

## Prvi svjetski rat
Nakon ulaska Rumunjske u rat na strani Antante Mardarescu je imenovan zapovjednikom 18. brigade. Međutim, ubrzo nakon toga, krajem kolovoza 1914., postaje načelnikom stožera 3. armije kojom je zapovijedao general Alexandru Averescu. Nakon što se Averescu u rujnu 1914. vratio na mjesto zapovjednika 2. armije kojom je zapovijedao prije nego što je preuzeo zapovjedništvo nad 3. armijom, Mardarescu postaje načelnikom stožera 2. armije. U tom svojstvu sudjeluje u borbama koje je 2. armija vodila tijekom 1917., te se posebno ističe u Bitci kod Marastija i Drugoj bitci kod Oituza. U veljači 1918. promaknut je u čin general bojnika, te imenovan glavnim inspektorom pješaštva. Na navedenoj dužnosti se nalazi do travnja 1919. kada je imenovan vrhovnim zapovjednikom svih vojnih snaga u Transilvaniji.

## Poslije rata
Mardarescu u ofenzivi usmjerenoj na gušenje Mađarske Sovjetske Republike zapovijeda Sjevernom grupom sastavljenom od dvije divizije. U ofenzivi uspijeva prodrijeti do Tise, te 4. kolovoza 1919. godine zauzeti Budimpeštu čime je Mađarska Sovjetska Republika prestala postojati. 
U ožujku 1922. imenovan je ministrom obrane u vladi Iona C. Bratianua. Navedenu dužnost obnaša do ožujka 1926. godine. Iduće, 1927. godine, promaknut je u čin generala.
Gheorghe Mardarescu preminuo je 5. rujna 1938. godine u 73. godini života u Bad Nauheimu u Njemačkoj.

## Vanjske poveznice
(rum.) Gheorghe Mardarescu na stranici Enciclopediaromaniei.ro

(rum.) Gheorghe Mardarescu na stranici Cultural.bzi.ro  Arhivirana inačica izvorne stranice od 4. ožujka 2016. (Wayback Machine)